# Prébois
Prébois település Franciaországban, Isère megyében. Lakosainak száma 172 fő (2022. január 1.). Prébois Saint-Maurice-en-Trièves, Tréminis, Cornillon-en-Trièves, Lalley, Mens, Monestier-du-Percy, Le Percy és Saint-Baudille-et-Pipet községekkel határos.

## Népesség
A település népességének változása:
| Lakosok száma | 141  | 142  | 137  | 156  | 163  | 165  | 164  | 165  | 168  | 172  |
|               | 1968 | 1982 | 1990 | 2006 | 2013 | 2015 | 2017 | 2019 | 2020 | 2022 |